# ババール・カルサ
ババール・カルサ（Babbar Khalsa）、またはババール・カルサ・インターナショナル（BKI、パンジャーブ語: ਬੱਬਰ ਖ਼ਾਲਸਾ）としても知られるこの組織は、南アジアのパンジャーブ地方に独立した国家「ハリスタン」を建設することを目的とするシク教の武装組織である。この目的のために武力攻撃、暗殺、爆破などの手段を用いており、各国政府によってテロ組織とみなされている。インド以外にも、北アメリカやヨーロッパで活動を展開している。　ババール・カルサは1978年にシク教のニランカーリー派との衝突を受けて結成された。 1980年代にはパンジャーブでの武装反乱において活発に活動し、1985年6月にはカナダ史上最悪の大量殺人事件であるエア・インディア182便爆破事件（犠牲者は民間人329人、主にカナダ人）や、同日に発生した成田国際空港での爆破事件（別のエア・インディア便を狙った大量殺戮として計画されていたが失敗）で国際的に悪名を高めた。 1990年代には、インド警察による対処で幹部が複数死亡したことから、その影響力が低下した。この組織は、アメリカ合衆国、カナダ、イギリス、欧州連合、日本、マレーシア、インドなどの国や地域によって正式に禁止され、国際テロ組織として認定されている。